# La Betulia liberata
La Betulia liberata („Das befreite Bethulien“), KV 118 (74c), ist ein Oratorium von Wolfgang Amadeus Mozart, komponiert 1771 im Auftrag von Don Giuseppe Ximena (auch: Ximenes) von Padua, Prinz von Aragon. Es behandelt die Geschichte von Judith und Holofernes aus dem Buch Judit der Bibel. Der Text des Oratoriums stammt von Pietro Metastasio (→ La Betulia liberata (Metastasio)).
Zur Zeit der Komposition befand sich Mozart mit seinem Vater auf einer Italienreise, auf der die beiden auch Station in Padua machten. Stilistisch ähnelt es Werken von Leonardo Leo und Johann Adolph Hasse. Es besteht aus zwei Akten und enthält 16 Arien mit Solo- oder Chorpartien.
Das Stück wurde zu Mozarts Lebzeiten nie aufgeführt.

## Personen
- Ozia (Ozias), Gouverneur von Bethulien (Tenor)
- Giuditta (Judith), Witwe des Manasses (Alt)
- Amital, Adlige (Sopran)
- Achior, Prinz der Ammoniten (Bass)
- Cabri (Cabris) und Carmi, Häuptlinge/Anführer (Sopran)
- Popoli di Betulia (Volk von Bethulien) (Chor)

## Libretto und Handlung
Die Handlung basiert auf dem zweiten bis sechsten Kapitel des Buchs Judit, einem deuterokanonischen bzw. apokryphen Buch des Alten Testaments. Während der Belagerung der israelitischen Stadt Betulia durch das assyrische Heer Nebukadnezars II. geht die fromme Witwe Judit unbewaffnet ins feindliche Lager und enthauptet den General Holofernes mit seinem eigenen Schwert. So gelingt es ihr, die Stadt zu retten.

## Das Werk

### Parte prima (Erster Teil)
1. Overtura
2. Recitativo: Popoli di Betulia (Ozia)
3. Aria #1: D’ogni colpa la colpa maggiore (Ozia)
4. Recitativo: E in che sperar? (Cabri, Amital)
5. Aria #2: Ma qual virtù non cede (Cabri)
6. Recitativo: Già le memorie antiche (Ozia, Cabri, Amital)
7. Aria #3: Non hai cor (Amital)
8. Recitativo: E qual pace sperate (Ozia, Amital, Coro)
9. Aria con il Coro #4: Pietà, se irato sei (Ozia, Coro)
10. Recitativo: Chi è costei che qual sorgente aurora (Cabri, Amital, Ozia, Giuditta)
11. Aria #5: Del pari infeconda (Giuditta)
12. Recitativo: Oh saggia, oh santa (Ozia, Cabri, Giuditta)
13. Aria con il Coro #6: Pietà, se irato sei (Ozia, Coro)
14. Recitativo: Signor, Carmi a te viene (Cabri, Amital, Carmi, Ozia, Achior)
15. Aria #7: Terribile d’aspetto (Achior)
16. Recitativo: Ti consola, Achior (Ozia, Cabri, Achior, Giuditta)
17. Aria #8: Parto inerme, e non pavento (Giuditta)
18. Coro #9: Oh prodigio! Oh stupor! (Coro)

### Parte seconda (Zweiter Teil)
1. Recitativo: Troppo mal corrisponde (Achior, Ozia)
2. Aria #10: Se Dio veder tu vuoi (Ozia)
3. Recitativo: Confuso io son (Achior, Ozia, Amital)
4. Aria #11: Quel nocchier che in gran procella (Amital)
5. Recitativo: Lungamente non dura (Ozia, Amital, Coro, Cabri, Giuditta, Achior)
6. Aria #12: Prigionier che fa ritorno (Giuditta)
7. Recitativo: Giuditta, Ozia, popoli, amici (Achior)
8. Aria #13: Te solo adoro (Achior)
9. Recitativo: Di tua vittoria (Ozia, Amital)
10. Aria #14: Con troppa rea viltà (Amital)
11. Recitativo: Quanta cura hai di noi (Cabri, Carmi, Ozia, Amital)
12. Aria #15: Quei moti che senti (Carmi)
13. Recitativo: Seguansi, o Carmi (Ozia, Amital, Cabri, Achior, Giuditta)
14. Aria con il Coro #16: Lodi al gran Dio (Giuditta, Coro)

## Aufnahmen
- W. A. Mozart: La Betulia Liberata, Leopold Hager, Philips 422522-2
- W. A. Mozart: La Betulia Liberata, Carlo Felice Cillario, A. Charlin AMS 2627/8-2
- W. A. Mozart: La Betulia Liberata, Mario Rossi, Opera d’Oro, Tahra
- W. A. Mozart: La Betulia Liberata, Peter Maag, Brilliant Classics 99944
- W. A. Mozart: La Betulia Liberata, Christoph Poppen, Deutsche Grammophon, DVD 4400734248
- W. A. Mozart: La Betulia Liberata, Oficina Musicum, OnClassical recording, 2006
- W. A. Mozart: La Betulia Liberata. Michi Gaigg/L’Orfeo Barockorchester, Challenge Classics